# والنتینا کارنلوتی
والنتینا کارنِـلوتی (ایتالیایی: Valentina Carnelutti؛ زادهٔ ۶ فوریهٔ ۱۹۷۳) بازیگر اهل ایتالیا است. 
از فیلم‌هایی که وی در آن نقش داشته است، می‌توان به غبار زمان و بهترین دوران جوانی اشاره کرد.